# Adolph Brückner
Gustav Adolph Brückner (* 6. Januar 1847 in Dresden; † 1. November 1918) war ein deutscher Politiker (Konservativer Landesverein in Sachsen) und Mediziner.

## Leben und Wirken
Adolph Brückner war der Sohn des Lohnkutschers und Dresdner Bürgers Johann Gottlieb Brückner, mit ihm auf die Welt kam seine Zwillingsschwester. Nach dem Schulbesuch nahm er eine medizinische Ausbildung auf und promovierte am 25. Juni 1870 an der Universität Leipzig zum Dr. med. mit einer Arbeit zur Behandlung der Scabies.
Für seine Verdienste als Mediziner erhielt er den Titel Sanitätsrat. Außerdem erhielt er 1909 das Ritterkreuz I. Klasse des Albrechts-Ordens mit der Krone. Er lebte in Leipzig.
Von 1903 bis 1909 vertrat er den Konservativen Landesverein in Sachsen in der Zweiten Kammer des Sächsischen Landtages.